# Hymenophyllum violaceum
Hymenophyllum violaceum là một loài dương xỉ trong họ Hymenophyllaceae. Loài này được Meyen mô tả khoa học đầu tiên năm 1863.
Danh pháp khoa học của loài này chưa được làm sáng tỏ. 